# Takumi Abe
Takumi Abe (japanisch 阿部 巧 Abe Takumi; * 26. Mai 1991 in Ōta) ist ein japanischer Fußballspieler.

## Karriere
Abe erlernte das Fußballspielen in der Jugendmannschaft von FC Tokyo. Seinen ersten Vertrag unterschrieb er 2010 bei FC Tokyo. Der Verein spielte in der höchsten Liga des Landes, der J1 League. Im Juli 2010 wurde er an den Zweitligisten Yokohama FC ausgeliehen. Für den Verein absolvierte er 16 Ligaspiele. 2011 kehrte er zum Zweitligisten FC Tokyo zurück. Für den Verein absolvierte er acht Ligaspiele. 2012 wurde er an den Zweitligisten Yokohama FC ausgeliehen. Für den Verein absolvierte er 39 Ligaspiele. 2013 kehrte er zum Erstligisten FC Tokyo zurück. Im August 2013 wechselte er zum Zweitligisten Matsumoto Yamaga FC. Für den Verein absolvierte er neun Ligaspiele. 2014 wechselte er zum Ligakonkurrenten Avispa Fukuoka. Am Ende der Saison 2015 stieg der Verein in die J1 League auf. Für den Verein absolvierte er 56 Ligaspiele. 2017 wechselte er zum Zweitligisten Thespakusatsu Gunma. Am Ende der Saison 2017 stieg der Verein in die J3 League ab. Für den Verein absolvierte er 56 Ligaspiele. 2019 wechselte er zum Ligakonkurrenten SC Sagamihara. Für den Verein absolvierte er 20 Ligaspiele. 2020 wechselte er zu Tochigi City FC.

## Erfolge
FC Tokyo
- Kaiserpokal

Sieger: 2011